# Памятник королеве Виктории (Манчестер)
Памятник королеве Виктории (англ. Queen Victoria Monument) — скульптура, расположенная в центре зелёной зоны Пикадилли Гарденс в Манчестере, одна из многих в Великобритании, воздвижение которых было приурочено к бриллиантовому юбилею (50-летию правления) королевы Виктории в 1897 году. Монумент внесён в список памятников архитектуры Соединённого Королевства II класса.
Памятник стал последней крупной работой скульптора Эдварда Онслоу Форда (англ. Edward Onslow Ford), которую он завершил перед своей смертью в 1901 году (в один год со смертью королевы Виктории). Скульптура была заказана властями и общественностью Манчестера, в ряду со многими другими монументами, заказанными для Бриллиантового юбилея королевы 1897 года. Онслоу Форд изобразил королеву в полном парадном облачении, не скрыв морщины восьмидесятилетней королевы и сделав акцент на выразительном лице Виктории, ставшим главным акцентом монумента. Виктория задумчиво смотрит вниз, как будто сосредотачиваясь на прошедших за десятилетя событиях своей жизни и правления. Королева лично осмотрела модель памятника, выставленную в Лондоне в 1898 году. По словам окружения Виктории, она одобрила этот вариант, сказав что Онслоу Форд был единственным художником, который действительно смог понять и отобразить её портрет. Виктория заказала скульптору несколько версий в миниатюре, как из мрамора, так и из бронзы. Окончательная подготовка к возведению памятника затянулась и открытие состоялось в 1901 году, когда ни скульптора, ни королевы Виктории уже не было в живых. Мнение критиков, делавших обзоры по случаю открытия нового памятника уже не были столь восторженными, к тому же окружающая атмосфера вокруг загруженной станции Пикадилли и одноимённой улицы не совпадала с элегической задумчивостью королевы на склоне лет.
Памятник был реставрирован и очищен от столетних отложений впервые уже в новом столетии в 2007 году, особые проблемы создал голубиный помёт, изрядным слоем покрывавший монумент. В 2014 году в рамках обновления Пикадилли Гарденз вокруг памятника были установлены новые скамейки и детская площадка, сам памятник вновь подвергся тщательной очистке.